# Оточка
46°11′ пн. ш. 17°00′ сх. д. / 46.19° пн. ш. 17.00° сх. д.
Оточка (хорв. Otočka) — населений пункт у Хорватії, у Копривницько-Крижевецькій жупанії у складі громади Гола.

## Населення
Населення за даними перепису 2011 року становило 238 осіб.
Динаміка чисельності населення поселення: